# Elecciones presidenciales de Singapur de 1993
Las elecciones presidenciales de Singapur de 1993 tuvieron lugar el 28 de agosto del mencionado año con el objetivo de elegir al presidente de la república para el período 1993-1999. Los comicios fueron los primeros en realizarse desde una reforma constitucional que habilitaba por primera vez la elección directa del presidente, aunque el cargo continuaría siendo meramente ceremonial. Solo dos candidatos disputaron la elección, el arquitecto Ong Teng Cheong y el expresidente de banco Chua Kim Yeow.
Ong obtuvo la victoria con el 58,69% de los votos contra el 41,31% de Chua. Chua obtuvo un apoyo significativo a pesar de haberse presentado forzosamente (debido en gran parte a que el gobierno quería que la elección fuera disputada efectivamente por dos candidatos coherentes y evitar una victoria sin oposición en la primera elección) y de no haber hecho una campaña real a su favor. La participación fue del 94,50% del electorado registrado.

## Antecedentes
La enmienda constitucional que preveía la elección presidencial directa fue aprobada en enero de 1991. La creación de la presidencia electa fue un importante cambio constitucional y político en la historia de Singapur, ya que, bajo la reforma, el presidente se vio facultado para vetar el uso de las reservas gubernamentales y los nombramientos para los puestos clave de la función pública. También podría examinar la aplicación por la administración de la Ley de Seguridad Interna, y la Ley de Mantenimiento de la Armonía Religiosa, y analizar las investigaciones sobre corrupción.
En virtud de disposiciones transitorias en la Constitución de Singapur, el predecesor de Ong, Wee Kim Wee, elegido por el Parlamento en 1985, ejerció y desempeñó todas las funciones, poderes y deberes de un presidente electo como si hubiera sido elegido por los ciudadanos de Singapur, hasta que un presidente electo asumiera el cargo.

## Candidaturas

### Restricciones y disposiciones
La presentación de una candidatura requería cumplir una enorme cantidad de rigurosos criterios que, en la práctica, imposibilitaban casi del todo que un político que no hubiera pertenecido al Partido de Acción Popular (PAP) pudiera presentarse, a pesar de ser el cargo constitucionalmente apartidista. Entre estos requisitos, se encontraban haber servido durante un mínimo de tres años como ministro de gabinete, presidente del Parlamento, presidente del Tribunal Supremo y otros cargos específicos de alto rango del servicio civil o haber desempeñado un cargo ejecutivo en una empresa con capital desembolsado de al menos $100 millones, antes de que el Comité de Elecciones Presidenciales pudiera otorgarle un Certificado de Elegibilidad. El monto del depósito fue establecido en tres veces el de un candidato en una elección parlamentaria.

### Día de la nominación
La elección fue convocada el 4 de agosto de 1993 y se fijó el 18 de agosto como el Día de la Nominación, para una campaña de diez días antes de la elección el 28. El ex vice primer ministro y presidente del PAP, Ong Teng Cheong, se enfrentó al exconsejero general y presidente del banco, Chua Kim Yeow, un candidato sin credenciales partidarias previas. Ong tuvo que renunciar al PAP para cumplir con los requisitos de las leyes electorales presidenciales que restringían a los candidatos a ser miembros de partidos políticos, pero recibió el respaldo de sus excolegas, entre los que destacaban el primer ministro Goh Chok Tong y su predecesor, Lee Kuan Yew; además de otros varios miembros del gabinete del PAP.
Dos ministros anteriormente de la industria financiera, el Dr. Tony Tan (quien posteriormente sería el segundo presidente en ganar una elección disputada) y el Dr. Richard Hu, junto con varios diputados del PAP y algunos líderes de la oposición apoyaron a Chua, a pesar de que este realmente no estaba convencido de presentar su candidatura y era reacio a realizar una campaña activa. Dos líderes opositores, J. B. Jeyaretnam y Tan Soo Phuan del Partido de los Trabajadores (WP), intentaron presentar sus candidaturas, pero sus documentos fueron rechazados el día de la nominación. Chia Shi Teck, parlamentario no circunscripcional, estuvo a punto de presentarse para evitar una victoria sin oposición, pero declinó al conocerse la candidatura de Chua.

## Campaña
Chua era un candidato reacio y tuvo que ser convencido de presentarse por el Gobierno para que las elecciones fueran disputadas, y el electorado pudiera elegir entre dos candidatos fuertes. Se suponía que la campaña de diez días era una "lucha de caballeros", libre de ruidosas y agitadas concentraciones y esencialmente relajada. Sin embargo, Chua lo llevó al extremo, instando a sus partidarios a no hacer campaña por él. Apareció en televisión solo dos veces (en una evitando hacer cualquier mención a sí mismo o sus puntos de vista), e incluso anunció el día de la votación que Ong era el mejor candidato. Ong, que se recuperaba de un cáncer del sistema linfático y había sido elegido cinco veces diputado, y en su campaña se comprometió simplemente a cumplir con los deberes constitucionales propios de la presidencia.

## Resultados
Dado que los candidatos presidenciales son independientes, se los identifica en la boleta electoral con un símbolo designado. El de Ong fue un corazón, y el de Chua una maragarita.
| Candidato                          | Símbolo                            | Resultados | Resultados | Resultados |
| Candidato                          | Símbolo                            | Votos      | %          | %          |
| ---------------------------------- | ---------------------------------- | ---------- | ---------- | ---------- |
| Ong Teng Cheong                    |                                    | 952.513    | 58.69      |            |
| Chua Kim Yeow                      |                                    | 670.358    | 41.31      |            |
| Votos válidos                      | Votos válidos                      | 1.622.871  | 97.80      |            |
| Votos en blanco/anulados           | Votos en blanco/anulados           | 36.611     | 2.20       |            |
| Total de votos                     | Total de votos                     | 1.659.482  | 100.00     |            |
| Votantes registrados/participación | Votantes registrados/participación | 1.756.517  | 94.50      |            |